# Saint-Étienne (Pyrénées-Atlantiques)
Pour les articles homonymes, voir Saint-Étienne.
Saint-Étienne est une ancienne commune française du département des Pyrénées-Atlantiques. Le 27 juin 1843, la commune fusionne avec Sauguis pour former la nouvelle commune de Sauguis-Saint-Étienne.

## Géographie
Saint-Étienne fait partie de la Soule.

## Toponymie
Son nom basque est Doneztebe.
Le toponyme Saint-Étienne apparaît sous la forme 
Sent-Stephen (1475, contrats d'Ohix).

## Démographie
| 1793 | 1800 | 1806 | 1821 | 1831 | 1836 |
| ---- | ---- | ---- | ---- | ---- | ---- |
| 118  | 123  | 124  | 141  | 110  | 104  |

## Pour approfondir